# Rowland (cráter)

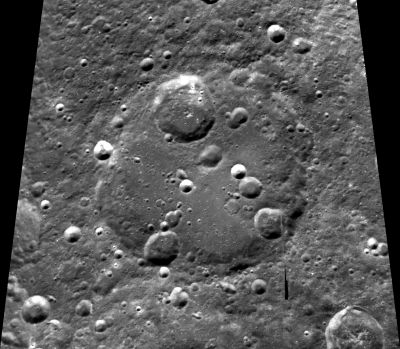
Fotografía de la misión Clementine (1994)

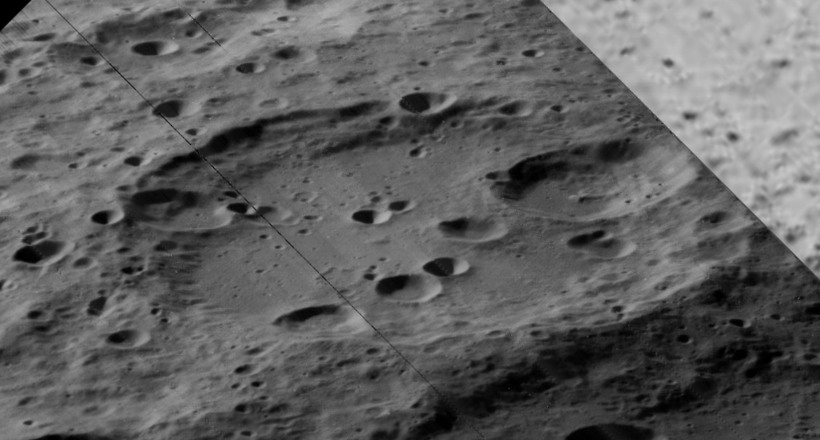
Imagen oblicua de la misión Lunar Orbiter 5, mirando al noroeste

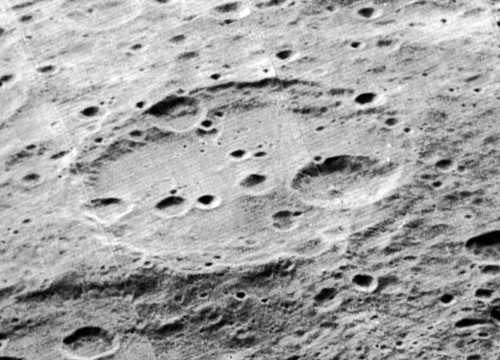
otra vista oblicua desde el Lunar Orbiter 5, mirando al oeste

Rowland es un gran cráter de impacto que se encuentra en la parte norte de la cara oculta de la Luna. Es una antigua formación, desgastada y recubierta por una serie de pequeños cráteres. El más notable de estos es Rowland Y, que está unido a la pared interior en el en su sector norte-noroeste. Otros cráteres más pequeños también están unidos a la pared interior en el sudeste y al sur-sudoeste, donde se halla Rowland N. Rowland C forma un doble cráter con una formación más pequeña en forma de cuenco en la parte este de la planta.
La pared exterior de Rowland se ha redondeado por una larga historia de impactos menores, dejando el brocal algo irregular y rugoso. La parte superior del borde se ha desgastado hasta casi desaparecer al nivel del terreno circundante, convirtiendo al cráter en una depresión circular en la superficie. Todavía se pueden apreciar los restos del aterrazado en algunos lugares, particularmente en la pared interior al este y al sudeste.
Junto a la parte exterior del borde oriental se halla la enorme llanura amurallada del cráter Birkhoff, una formación aún más antigua y más desgastada. Al norte de Rowland, a poco más de un diámetro de distancia, se localiza Sommerfeld. Al oeste-suroeste aparece Chappell, un cráter más pequeño.

## Cráteres satélite
Por convención estos elementos son identificados en los mapas lunares poniendo la letra en el lado del punto medio del cráter que está más cerca de Rowland.
|         | \| Rowland \| Coordenadas \| Diámetro \| \| ------- \| ------------------------------- \| -------- \| \| G \| 57°00′N 159°24′O / 57.0, -159.4 \| 18 km \| \| J \| 53°06′N 155°30′O / 53.1, -155.5 \| 49 km \| \| K \| 51°24′N 157°06′O / 51.4, -157.1 \| 25 km \| \| M \| 51°54′N 162°24′O / 51.9, -162.4 \| 58 km \| \| N \| 55°24′N 163°42′O / 55.4, -163.7 \| 30 km \| \| R \| 53°42′N 169°30′O / 53.7, -169.5 \| 24 km \| \| Y \| 59°06′N 163°00′O / 59.1, -163.0 \| 54 km \| |          |
| Rowland | Coordenadas | Diámetro |
| G       | 57°00′N 159°24′O / 57.0, -159.4 | 18 km    |
| J       | 53°06′N 155°30′O / 53.1, -155.5 | 49 km    |
| K       | 51°24′N 157°06′O / 51.4, -157.1 | 25 km    |
| M       | 51°54′N 162°24′O / 51.9, -162.4 | 58 km    |
| N       | 55°24′N 163°42′O / 55.4, -163.7 | 30 km    |
| R       | 53°42′N 169°30′O / 53.7, -169.5 | 24 km    |
| Y       | 59°06′N 163°00′O / 59.1, -163.0 | 54 km    |